# Casa Lledó
La Casa Lledó és una obra de Mollet del Vallès (Vallès Oriental) inclosa a l'Inventari del Patrimoni Arquitectònic de Catalunya.

## Descripció
Edifici aïllat de planta baixa i pis. La coberta és a dues vessants. Hi ha una edificació lateral, adossada a la façana i orientada a ponent respecte al cos centrat, de reduïdes dimensions. El portal d'entrada és d'arc de mig punt adovellat. S'aixeca davant l'era.

## Història
A la dècada dels 60 del segle XX s'arrebossen les façanes i es substituïren les llindes de les finestres.
Aquesta masía fou restaurada a la dècada de 1990 i actualment és la seu de la Cambra de Comerç de Barcelona. Antena Local de Mollet.